# مؤسسه آسیای مرکزی
مؤسسه آسیای مرکزی (CAI) (انگلیسی: Central Asia Institute) یک سازمان بین‌المللی غیرانتفاعی است که توسط گرگ مورتنسون و ژان هورنی در سال ۱۹۹۶ تأسیس شد. این سازمان در بوزمن، مونتانا مستقر است و برای ترویج آموزش و حمایت از آن در جوامع مختلف فعالیت دارد. این مؤسسه تلاش می‌کند با بنا و ایجاد مدارس در سراسر آسیای مرکزی و عمدتاً در پاکستان و افغانستان از برنامه‌های تربیت معلم و تأمین بودجه بورسیه‌های تحصیلی حمایت کند.
مأموریت CAI «توانمندسازی جوامع بومی آسیای مرکزی به وسیله سوادآموزی و آموزش است، به ویژه برای دختران، برای این مؤسسه ترویج صلح از طریق آموزش، و انتقال آن در سطح جهانی از اهمیت برخوردار است.» این سازمان برای ساختن مدارس در همکاری با جوامع مختلف در پاکستان و افغانستان و تاجیکستان درمناطقی که به مراکز آموزشی دسترسی اندکی دارند یا دسترسی ندارند همکاری می‌کند. پنی برای صلح یک سازمان وابسته است که با مدارس و باشگاه‌ها در ایالات متحده آمریکا و سراسر جهان شراکت دارد برای جمع‌آوری سکه و حمایت از برنامه‌های آموزشی CAI.
پس از پخش بخشی از برنامه ۶۰ دقیقه در آمریکا و پاسخ به سؤالاتی در مورد اثربخشی فعالیت مؤسسه آسیای مرکزی، این سازمان به مرجعی برای ارزیابی موسسات خیریه بر اساس تجزیه و تحلیل مالی تبدیل شده است.

## تاریخچه
مؤسسه آسیای مرکزی به عنوان یک سازمان غیرانتفاعی ۵۰۱(سی)(۳) در سال ۱۹۹۶ ثبت شد. گرگ مورتنسون، یکی از بنیانگذاران CAI، کار خود را در پاکستان در سال ۱۹۹۳ آغاز کرد. این فیزیکدان سوئیسی پیشگام ریزتراشه سیلیکون‌ولی بود. اولین سفر مورتنسون به پاکستان کوهنوردی و صعود به قله کی۲، دومین کوه مرتفع جهان بود. در این سفر بود که مورتنسون با مردم بلتی که به زبان بلتی صبحت کرده تبتی هستند آشنا شد که الهام بخش تلاش‌های بشردوستانه او بودند.